# Nelia (ciudad)
Nelia (en griego, Νήλειά) es el nombre de una antigua ciudad griega de Tesalia.
Estrabón dice que, cuando Demetrio Poliorcetes fundó la ciudad de Demetríade, concentró en ella a los habitantes de diversas poblaciones, entre ellas Nelia. Con anterioridad, es posible que haya sido el puerto de Yolco.
Algunos arqueólogos la han relacionado con los restos que se encuentran en la colina de Goritsa y otros con los del yacimiento arqueológico de Pefkakia, pese a que en este último solo se han hallado restos prehistóricos. También se ha sugerido la posibilidad de que en realidad Nelia no hubiera sido el nombre de una ciudad sino una manera alternativa de designar la ciudad de Yolco que significaría «ciudad de Neleo».